# Фултон (Миссури)
Фултон (англ. Fulton) — город в штате Миссури (США). Административный центр округа Каллавей. По данным переписи за 2010 год число жителей города составляло 12 790 человек. Является частью городской агломерации Джефферсон-Сити.
В городе находится два университета (Вестминстерский колледж, Уильям-Вудский университет) и школа для глухонемых.

## Географическое положение
По данным Бюро переписи населения США город имеет общую площадь в 32,12 км². 0,36 км² занимает вода.

## История
Первое европейское поселение в округе Каллавей возникло в 1808 году на берегу реки Миссури. В то время территория входила в Луизиану, которая была куплена США у Франции в 1803 году. В 1820 году был создан округ из части округа Монтгомери. В 1825 году был основан населённый пункт, названный в честь инженера-изобретателя Роберта Фултона. В 1859 году город был инкорпорирован.
В 1946 году Уинстон Черчилль произнёс в Вестминстерском колледже свою знаменитую речь, ставшую началом «Холодной войны».

## Население
| Год переписи | Нас.  |  | %±    |
| ------------ | ----- |  | ----- |
| 1870         | 1585  |  | —     |
| 1880         | 2409  |  | 52%   |
| 1890         | 4314  |  | 79,1% |
| 1900         | 4883  |  | 13,2% |
| 1910         | 5228  |  | 7,1%  |
| 1920         | 5595  |  | 7%    |
| 1930         | 6105  |  | 9,1%  |
| 1940         | 8297  |  | 35,9% |
| 1950         | 10052 |  | 21,2% |
| 1960         | 11131 |  | 10,7% |
| 1970         | 12248 |  | 10%   |
| 1980         | 11046 |  | −9,8% |
| 1990         | 10033 |  | −9,2% |
| 2000         | 12128 |  | 20,9% |
| 2010         | 12790 |  | 5,5%  |
| 2016         | 13103 |  | 2,4%  |

По данным переписи 2010 года население Фултона составляло 12 790 человек (из них 54,8 % мужчин и 45,2 % женщин), в городе было 4085 домашних хозяйств и 2255 семей. Расовый состав: белые — 83,4 %, коренные американцы — 0,5 %, афроамериканцы — 12,0 %, азиаты — 1,2 %.
Население города по возрастному диапазону по данным переписи 2010 года распределилось следующим образом: 17,4 % — жители младше 18 лет, 10,7 % — между 18 и 21 годами, 59,5 % — от 21 до 65 лет и 12,4 % — в возрасте 65 лет и старше. Средний возраст населения — 31,3 лет. На каждые 100 женщин в Фултоне приходилось 121,4 мужчин, при этом на 100 совершеннолетних женщин приходилось уже 123,2 мужчин сопоставимого возраста.
Из 4085 домашних хозяйств 55,2 % представляли собой семьи: 36,3 % совместно проживающих супружеских пар (13,9 % с детьми младше 18 лет); 14,2 % — женщины, проживающие без мужей и 4,7 % — мужчины, проживающие без жён. 44,8 % не имели семьи. В 28,5 % домашних хозяйств входили жители младше 18 лет, в 27,3 % — старше 65 лет. В среднем домашнее хозяйство ведут 2,23 человека, а средний размер семьи — 2,93 человека. В одиночестве проживали 37,4 % населения, 14,2 % составляли одинокие пожилые люди (старше 65 лет).

## Экономика
В 2015 году из 10 920 человека старше 16 лет имели работу 4504. При этом мужчины имели медианный доход в 41 116 долларов США в год против 33 029 долларов среднегодового дохода у женщин. В 2014 году медианный доход на семью оценивался в 53 434 $, на домашнее хозяйство — в 41 275 $. Доход на душу населения — 18 139 $ в год.